# سيمو (محاكي)
سيمو  هو محاكي خاص بمشغل ألعاب فيديو Wii U مغلق المصدر تم تطويره بواسطة Exzap الذي يعمل كمطور أساسي له. تم إصداره مبدئيًا في 13 أكتوبر 2015 لنظام التشغيل Microsoft Windows . عادةً ما يتم تحديث المحاكي مرة كل أسبوعين إلى أربعة أسابيع، مع تلقي المتبرعين التحديثات قبل أسبوع من الإصدار العام. على الرغم من أنه لا يزال قيد التطوير، إلا أنه قادر على تشغيل بعض الألعاب بسلاسة. استطاع المحاكي تشغيل The Legend of Zelda: Breath of the Wild بنجاح بعد فترة وجيزة من صدورها.

## روابط خارجية
- الموقع الرسمي